# Húsvéti ünnepkör

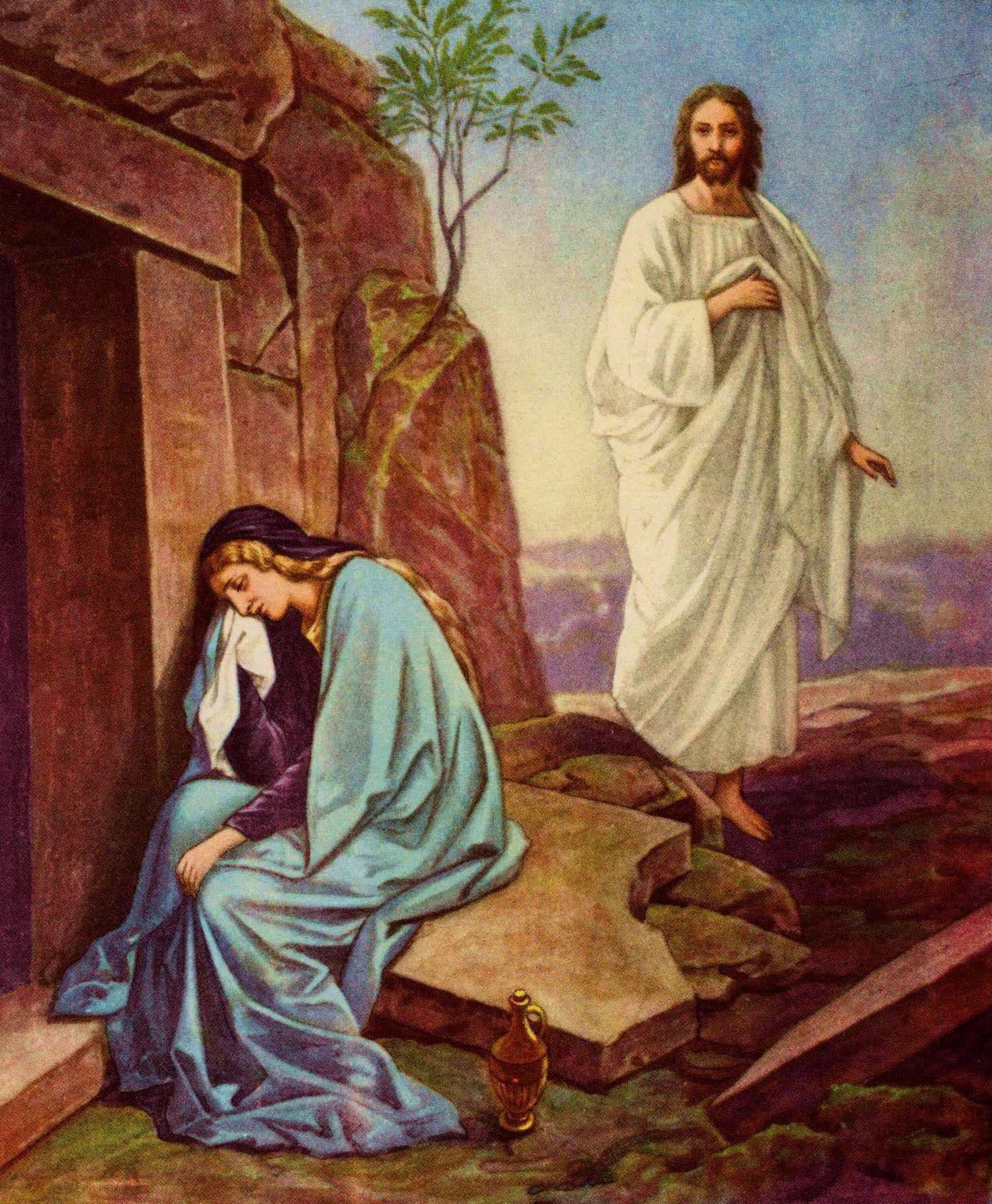
Krisztus feltámadása (modern kori művészi ábrázolás)

A húsvéti ünnepkör a keresztény egyházakban a húsvét napját megelőző (előkészítő) és követő időszakok összessége hamvazószerdától pünkösdvasárnapig. Az ünnepkör középpontja húsvétvasárnap, Jézus feltámadásának főünnepe, a legnagyobb keresztény ünnep.

## A húsvétot előkészítő bűnbánati idő
A nagyböjt a húsvét előtti negyven napos előkészületi, bűnbánati időszak. A nagyböjti időszakra eső hat vasárnapot az egyház nem tekinti böjti napnak, mivel minden vasárnap Jézus feltámadásának emlékezete, így a 40 napos böjtöt a vasárnapok nélkül kell számítani. A nagyböjt hamvazószerdától (húsvétvasárnap előtti 46. nap) a Virágvasárnap előtti szombatig tart. A Nagyhét maga így már nem része a nagyböjtnek, hanem attól különböző időszaknak számít.

## A nagyhét
A Húsvétot megelőző hét a nagyhét (latinul Hebdomada sancta), mely virágvasárnappal kezdődik és a szent három nappal zárul. E napok neve a keresztény liturgiában a "nagy" előtaggal bővül. Ezeknek a napoknak szentmiséjében Jézus földi élete utolsó napjainak eseményeit olvassák fel az evangéliumból, amennyire lehetséges, kronológiai rendben. Az első három napnak – Nagyhétfő, Nagykedd, Nagyszerda – nincs külön liturgikus jelentősége, de már ezeken a napokon is meghatározó az egész nagyhetet jellemző spiritualitás, azaz a Jézussal történt események szoros követése.
Nagycsütörtök, nagypéntek, nagyszombat alkotják a nagyhét második részét, melynek külön összefoglaló neve a (Húsvéti) Szent három nap, latinul Triduum paschale vagy Triduum sacrum. Ezeknek a napoknak egyedi liturgiája van, mely az év összes többi liturgikus napjától különbözik, és sok ősi formát őrzött meg a keresztény liturgia első korszakaiból. Nagycsütörtök az utolsó vacsorának és a papság alapításának ünnepe, valamint Jézus elfogatásának, szenvedése kezdetének emlékezete. Nagypéntek Krisztus kereszthalálának napja. Nagyszombat pedig az év egyetlen olyan napja, amikor nem lehet szentmisét bemutatni: az egyház mintegy Krisztus sírjánál virraszt. (A Nagyszombat esti szertartások liturgikus szempontból már a húsvét vasárnap előesti ünnepléséhez tartoznak.)

## A húsvéti idő ötven napja
A húsvét ünnepétől számított ötven nap a húsvéti idő, amely húsvétvasárnappal kezdődik és a 7. vasárnapig, pünkösdvasárnapig, a Szentlélek kiáradásának ünnepéig tart.
Az időszak 2. napja, húsvéthétfő ma elsősorban népszokásairól nevezetes. Egyházi szempontból húsvét nyolcadának első napja. Valaha húsvét egész nyolcada ünnepi időszak volt (Fényes hét vagy Fehérhét elnevezése máig megmaradt), azonban munkaszüneti jellege mára megszűnt, illetve Magyarországon egyetlen napra korlátozódott. Liturgikus szempontból azonban a fényes hét minden napja (tehát hétfőtől szombatig is) főünnepnek számít.
A Húsvét utáni első vasárnapnak, liturgikus nevén húsvét 2. vasárnapjának régi neve Fehérvasárnap, mivel a korai egyházban a húsvét vigíliáján megkeresztelt felnőttek eddig a napig viselték a keresztségben elnyert lelki tisztaságot jelképező fehér ruhát. Szent II. János Pál pápa ezt a napot Fausztina nővér látomásai alapján 2000-ben az Isteni irgalmasság vasárnapjává nyilvánította.
Az időszak fontos ünnepe a 40. nap, áldozócsütörtök, amikor a kereszténység Jézus Krisztus mennybemenetelét ünnepli. Pünkösd vasárnapja, az időszak 49. napja (7×7. nap, héber nevén sávuót, azaz a Hetek ünnepe) a kereszténység számára a Szentlélek kiáradásának és az egyház születésének ünnepe.
Pünkösdhétfő már a húsvéti ünnepkörön kívül esik. A protestáns egyházak közül azok, amelyek Pünkösdnek, mint az egyház születésnapjának kiemelt jelentőséget tulajdonítanak, egyházilag is ünnepként ülik meg. A katolikus liturgiában a II. Vatikáni zsinat utáni liturgikus reformtól kezdve nem számít ünnepnek, hanem az évközi időhöz tartozik, de Ferenc pápa 2018-as döntésével a Boldogságos Szűz Mária, az Egyház Anyja ünnepévé nyilvánította, amivel illeszkedik a latin rítusú liturgiának ahhoz a gyakorlatához, amely a Krisztus különböző misztériumainak ünneplését követő napok valamelyikén megemlékezik annak a hittitoknak Szűz Máriára vonatkozó vetületéről is (például a Szent kereszt felmagasztalását követő napon, szeptember 15-én a Fájdalmas Szűzanyáról, Karácsony nyolcadának zárónapján, január 1-jén Mária Istenanyaságáról stb.
Pünkösdhétfő Magyarországon 1993 óta államilag újra munkaszüneti nap.

## Mozgó egyházi ünnepek az évközi időben, pünkösdhétfő után
Ezek az ünnepek már nem tartoznak a húsvéti ünnepkörhöz, az évközi idő részei, azonban dátumuk pünkösdéhez igazodik, ezért praktikusan mégis függenek a húsvét időpontjától.
- Szentháromság ünnepe (pünkösd utáni vasárnap)
- Úrnapja (pünkösd utáni második csütörtök)